# 隱門
《隱門》（英語：Secret Door），是香港電視廣播有限公司製作的時裝驚悚、懸疑、暗黑、人性、恩仇電視劇，由陳展鵬、黃智雯、湯洛雯及吳岱融領銜主演，並由劉佩玥、阮浩棕、盧宛茵、魯振順、黃子恆、張國強、韓馬利及徐榮聯合演出，編審翁善瑩，監製王心慰。
劇集由90年代一宗金舖劫案件開始，講述一代賊王的罪孽影響著下一代的故事。

## 演員表

### 鄧家／莊家
| 演員           | 角色   | 簡要介紹 |
| 魯振順         | 鄧承謙 | 謙哥，老實店員，退休後被葉嘯天威脅，因私吞賊贓治病，最終跳樓自盡。 |
| 吳香倫         | 馮嬌   | 鄧承謙亡妻，癌症病逝，曾獲張心月照顧。 |
| 方哲翷（童年） | 莊子喬 | Ray，40歲，首席保險調查員，前警察，有「保險界柯南」之稱。黑白分明，細心謹慎。是莊振南和彭蘇菲的兒子，鄧承謙的養子，與張心月和葉嘯天有複雜關係，曾被楊忻曉調查，後成歡喜冤家並戀愛。Ray幫助殷梓晴，解決多起案件，與多名人物有恩怨情仇，最終與張心月反目，在醫院險被殺害，十年後成為楊忻曉男友。 |
| 陳展鵬         | 莊子喬 | Ray，40歲，首席保險調查員，前警察，有「保險界柯南」之稱。黑白分明，細心謹慎。是莊振南和彭蘇菲的兒子，鄧承謙的養子，與張心月和葉嘯天有複雜關係，曾被楊忻曉調查，後成歡喜冤家並戀愛。Ray幫助殷梓晴，解決多起案件，與多名人物有恩怨情仇，最終與張心月反目，在醫院險被殺害，十年後成為楊忻曉男友。 |
| 劉佩玥         | 鄧希宜 | Hailey，美術指導，鄧承謙、馮嬌之女。初期戀愛腦，曾接近胡福文，險被強姦，後被張逸風救，最終成為張逸風妻子。 |

### 葉家／張家
| 演員           | 角色   | 簡要介紹 |
| 吳岱融         | 葉嘯天 | 喪天，越南華僑，世紀賊王，凶殘暴力。90年代因持械打劫入獄36年，假釋後重犯，襲擊、勒索、強姦。最後被張心月注射麻醉劑而死。他影射香港賊王葉繼歡及悍匪潘鑾彬。                                                                      |
| 區靄玲         | 張麗芳 | 原名吳淑清 葉嘯天之亡妻，曾被其家暴 張心月、張逸風之亡母 鄧希宜之亡家婆 殷梓晴之亡外婆 殷昊然之亡岳母 朱美琳之亡親家 在丈夫入獄時已懷孕，後帶著女兒離開並改名，一直對兒子隱瞞其身世 已病逝                                      |
| 鍾嘉佑（童年） | 張心月 | Luna，38歲，前護士，後為全職媽媽。原名葉敏敏，因父親入獄改名，隱瞞身世。表面柔弱，實則內心陰暗，因壓迫逐漸黑化。是葉嘯天之女，曾被虐打，後反目。與莊子喬互相猜疑，最後在醫院挾持莊子喬後，與葉嘯天同歸於盡。                    |
| 黃智雯         | 張心月 | Luna，38歲，前護士，後為全職媽媽。原名葉敏敏，因父親入獄改名，隱瞞身世。表面柔弱，實則內心陰暗，因壓迫逐漸黑化。是葉嘯天之女，曾被虐打，後反目。與莊子喬互相猜疑，最後在醫院挾持莊子喬後，與葉嘯天同歸於盡。                    |
| 阮浩棕         | 張逸風 | Ethan，電影製作公司合夥人，性格暖男。是葉嘯天之子，最初隱瞞身世，後知曉父親身份。與鄧希宜有感情線，最終成為其夫。曾拍攝《賊王傳》收集證據，後被揭穿。為保護張心月，繼續假意合作，最終反目。十年後與鄧希宜已婚，共同拜祭張心月。 |

### 殷家
| 演員                   | 角色     | 簡要介紹 |
| 盧宛茵                 | 殷朱美琳 | 殷老太，富有且刻薄，患有高血壓和甲亢。她是殷昊然的母親，張心月的家婆，與張心月關係惡劣，多次陷害其。與陸貴鳳勾結，暗中作弄張心月。後因墮樓而中風，最終全身癱瘓，十年後由殷梓晴悉心照顧。 |
| 黃子恆                 | 殷昊然   | Mike 遊艇公司老闆 有「遊艇大王」之稱 性格自私多疑 朱美琳之子，對其言聽計從 張心月之夫 殷梓晴之父 張逸風之姐夫，並看不起其 葉嘯天之女婿兼死敵 張麗芳之女婿 對番紅花過敏，食用番紅花後做劇烈運動會引發食物依賴運動誘發的過敏性休克 重男輕女，在明知張心月不適合再懷孕的情況下仍偷偷換掉其避孕藥，間接導致其小產 生前曾在安恪保險公司購買人壽保險，於三個月前將保額增加至三千萬，受益人為張心月 於第3集得知張心月與葉嘯天為父女關係 於第4集在檢查後得知其肝臟能移植予殷梓晴，但不願捐肝 於第4集被葉嘯天勒索，於同集誤會張心月與莊子喬出軌，在朱美琳慫恿下向張心月提出離婚 於第5集食用張心月製作的含有番紅花的南瓜麵包，後被葉嘯天用電槍電暈並墮海遇溺而身亡，其後在張心月同意下取其屍肝為殷梓晴進行移植手術 於第6集起在張心月的幻覺中出現，成爲張心月内心真實想法的投射 於第21集在張心月的內心世界中徹底消失 |
| 楊可瑩（童年）         | 殷梓晴   | 晴晴 殷昊然、張心月之女 朱美琳之孫女 葉嘯天、張麗芳之外孫女 張逸風、鄧希宜（第25集起）之外甥女 莊子喬、鄧希宜之幫助對象 於第5集因急性肝炎而昏迷，並急需換肝，最後在張心月同意下取殷昊然的屍肝進行移植手術 於第6集甦醒，後得知父親去世 於第10集出院，並被朱美琳和陸貴鳳帶到南生圍遊玩，後於同集被葉嘯天帶走 於第14集在張心月及朱美琳的陪同下出國遊學，後於同集返港 於第17集起認為張心月精神有異而懼怕並疏遠其，並告訴莊子喬 於第23集向張心月透露自己將紐扣放朱美琳的枕頭下（其不知道紐扣裝有針孔攝影機） 於第25集被張心月托付予張逸風、鄧希宜及莊子喬，於結尾（十年後）與三人拜祭張心月，並交代其已婚，於片尾顯示其成為護士，並照顧朱美琳 |
| 葉蒨文（成年，第25集） | 殷梓晴   | 晴晴 殷昊然、張心月之女 朱美琳之孫女 葉嘯天、張麗芳之外孫女 張逸風、鄧希宜（第25集起）之外甥女 莊子喬、鄧希宜之幫助對象 於第5集因急性肝炎而昏迷，並急需換肝，最後在張心月同意下取殷昊然的屍肝進行移植手術 於第6集甦醒，後得知父親去世 於第10集出院，並被朱美琳和陸貴鳳帶到南生圍遊玩，後於同集被葉嘯天帶走 於第14集在張心月及朱美琳的陪同下出國遊學，後於同集返港 於第17集起認為張心月精神有異而懼怕並疏遠其，並告訴莊子喬 於第23集向張心月透露自己將紐扣放朱美琳的枕頭下（其不知道紐扣裝有針孔攝影機） 於第25集被張心月托付予張逸風、鄧希宜及莊子喬，於結尾（十年後）與三人拜祭張心月，並交代其已婚，於片尾顯示其成為護士，並照顧朱美琳 |
| Siti Fatimah           | Mita     | 殷家印傭，後通過張心月安排到其他家庭工作 |

### 楊家
| 演員           | 角色   | 簡要介紹 |
| 姚宏遠（青年） | 楊志強 | 強伯 老人癡呆症患者，居於安老院 曾倩儀之夫 楊忻曉之父，痛恨其害死妻子，后和好 葉嘯天之死敵 於第3集登場 於第9集因老人癡呆症發作而誤認路人為其亡妻 於第22集被葉嘯天刺激，導致病情惡化，並不認得楊忻曉 於第25集片尾顯示楊忻曉及莊子喬探望其，並認得楊忻曉 |
| 張國強         | 楊志強 | 強伯 老人癡呆症患者，居於安老院 曾倩儀之夫 楊忻曉之父，痛恨其害死妻子，后和好 葉嘯天之死敵 於第3集登場 於第9集因老人癡呆症發作而誤認路人為其亡妻 於第22集被葉嘯天刺激，導致病情惡化，並不認得楊忻曉 於第25集片尾顯示楊忻曉及莊子喬探望其，並認得楊忻曉 |
| 李君妍         | 曾倩儀 | 前警察 90年代持械打劫金鋪案件死者 楊志強之亡妻 楊忻曉之亡母 高文治之前下屬 在持械打劫金鋪案發當天為尋找女兒而遇上槍戰，最終一屍兩命 |
| 周穎彤（童年） | 楊忻曉 | Dawn 36歲 新界東區警長 楊志強、曾倩儀之女 葉嘯天之死敵 |
| 湯洛雯         | 楊忻曉 | Dawn 36歲 新界東區警長 楊志強、曾倩儀之女 葉嘯天之死敵 |

### 新界東區警署

#### 刑事調查第一隊
| 演員   | 角色   | 簡要介紹 |
| 吳瑞庭 | 高文治 | 高Sir、Uncle Sandwich（楊忻曉專稱） 高級警司 成汉、楊忻曉、甘小新、關家寶、程有全、傅棠之上司，並疼惜杨忻晓 曾倩儀之前上司 葉嘯天之死敵 於第22集要求楊忻曉放長假 |
| 梁皓楷 | 成漢   | 醒Sir 高級督察 高文治之下属 楊忻曉之上司，與其不和 甘小新、關家寶、程有全、傅棠之上司                                                                            |
| 袁鎮業 | 甘小新 | 小新 警員 高文治、成漢之下屬 楊忻曉之前男友兼下屬，對方一度以為想復合                                                                                            |
| 孟希璘 | 關家寶 | 阿寶 警員 高文治、成漢、楊忻曉之下屬 |
| 吳天佑 | 程有全 | 阿全 警員 高文治、成漢、楊忻曉之下屬 |
| 葉曉陽 | 傅棠   | 腐竹 警員 高文治、成漢、楊忻曉之下屬 |

### 安恪保險公司
| 演員   | 角色   | 簡要介紹 |
| 區軒瑋 | 許啟明 | KM 莊子喬之上司，並賞識其 於第12集被提及其職務已由周詩雅接替 於第16集被彭蘇菲提及已於新加坡履職，欲拉攏莊子喬跳槽，但不果 |
| 莊思明 | 周詩雅 | Rebecca 首席保險調查員，於第12集接替許啟明 莊子喬之同事兼競爭對手，並針對其                                               |
| 莫家淦 | 李浩揚 | Martin 保險調查員 莊子喬之同事                                                                                            |
| 劉芷玲 | 莫凱婷 | Kenis 保險公司秘書 |
| 梁雯蔚 | 范鳳書 | Judy 保險公司經紀（第6－8集）                                                                                             |

### 風雨火電影製作公司
- 于第24集结束

| 演員   | 角色   | 簡要介紹 |
| 胡㻗   | 關敬斌 | Ben 合伙人之一 於第6集登場 於第17集顯示已與葉嘯天合作 於第24集被捕 |
| 張翼東 | 丁子力 | Alex 合伙人之一，後離開 渣男 鄧希宜之男友，於第12集分手 於第6集登場 於第10集透露已私下與投資者簽約，企圖迫張逸風拍《賊王傳》，但不果 於第12集被發現虧空公款及有外遇，後跑路 |

### 其他演員
| 演員           | 角色                     | 簡要介紹 |
| 尹诗沛（青年） | 彭蘇菲                   | Sophie 老人院義工／前舞小姐／前癮君子 莊子喬之母，於30年前拋棄其，並因此被其憎恨，於第14集和好 莊振南之前妻 葉嘯天之死敵，於30年前曾被其施打白粉針及強姦，導致自己患上毒癮，並決意離開莊家以避開其 於第12集登場 於第14集向莊子喬坦白當年的一切獲其原諒，並在張心月的幫助下與其和好 於第16集返回新加坡 |
| 韓馬利         | 彭蘇菲                   | Sophie 老人院義工／前舞小姐／前癮君子 莊子喬之母，於30年前拋棄其，並因此被其憎恨，於第14集和好 莊振南之前妻 葉嘯天之死敵，於30年前曾被其施打白粉針及強姦，導致自己患上毒癮，並決意離開莊家以避開其 於第12集登場 於第14集向莊子喬坦白當年的一切獲其原諒，並在張心月的幫助下與其和好 於第16集返回新加坡 |
| 徐榮           | 莊振南                   | 賊王 莊子喬之父 彭蘇菲之前夫 鄧承謙之好友兼中學田徑隊友 葉嘯天之手下，於90年代與其持械打劫金鋪，最後因中槍失血過多而死 |
| 杜燕歌         | 胡福文                   | Pho哥 越南華僑 葉嘯天之同鄉 於第11集登場，並利用其人脈為葉嘯天製造殷昊然死亡當天的不在場證明 於第20集被葉嘯天揭穿為真正殺死林美盈的兇手，後於警方追捕時被警方用車撞到後意外被鐵枝插死 |
| 程可為         | 陸貴鳳                   | 鳳姨 朱美琳之好友，在其面前挑撥離間，加深其與張心月的矛盾，並與兒子勾結朱美琳，多次陷害張心月 於第7集登場，於同集與兒子住進殷家 於第10集與朱美琳帶殷梓晴去南生圍遊玩，後因其走失後向張心月求救 於第13集與朱美琳在家長群組抹黑張心月 於第14集殷梓晴提及因慫恿朱美琳售出遊艇公司並從中掠油水而與朱美琳反目，於第15集和好，並向張心月道歉 於第19集再度與朱美琳勾結並偷拍張心月自言自語的情況，助其爭奪殷梓晴之撫養權 於第22集被張心月隱瞞朱美琳中風入院的事實 於第23集被張心月揭穿教唆朱美琳與其爭奪殷梓晴之撫養權及疏其倆關係後被其趕走，同集告知楊忻曉早前朱美琳曾將其中一個偷拍鏡頭放在殷梓晴的外套上及張心月各種疑點並著其向這方面調查 |
| 譚偉權         | 錢七                     | 葉嘯天之手下，多次被其利用，後於第4集反目，最后和好 有毒癮 於第3集被莊子喬抓住吸毒的把柄，後與其合作并向其透露葉嘯天的行蹤 於第4集被葉嘯天拆穿自己與莊子喬關係後與其反目 於第5集向獨耳透露葉嘯天的行蹤，間接令其追殺葉嘯天 於第7集告知楊忻曉葉嘯天已逃走，並成為其線人 於第10集被葉嘯天電暈，後告知楊忻曉葉嘯天再次出現 於第21集打算變賣胸針，後被張心月收賣而將胸針放回在葉嘯天的住所，於第22集向莊子喬交代此事 於第22集受葉嘯天指使，將楊忻曉困在冷凍庫內，其后故意放走楊忻曉 |
| 趙樂賢         | 龍                       | 獨耳 曾爲囚犯，後為社團二把手 葉嘯天之前獄友兼死敵 於監獄內被葉嘯天咬掉一隻耳朵，在出獄後欲報復其 於第4集與莊子喬暗中合作，並追殺葉嘯天 於第5集從錢七口中得知葉嘯天的行蹤後追殺葉嘯天 於第11集因收了胡福文錢而為葉嘯天提供不在場證明 於第17集受葉嘯天指使與張逸風談生意，後毆打張逸風被葉嘯天發現後被其毆打 |
| 吳沚默         | 林美盈                   | 波波 女公關 有毒癮，後被張逸風發現 被葉嘯天及胡福文引薦出演《賊王傳》女主角 於第14集登場 於第15集因在片場流鼻血被張逸風勒令終止拍攝 於第19集被張逸風灌食毒品，後被胡福文强姦、掐頸及灌食毒品而死，並被張逸風及葉嘯天運走遺體 |
| 陳少邦         | Tony                     | 胡福文之手下 於第11集登場 於第20集追殺葉嘯天，同集被楊忻曉擊斃 |
| 郭千瑜         |                          | 軍裝警員 |
| 黎文傑         |                          | 軍裝警員 |
| 蕭文諾         |                          | 軍裝警員 |
| 周麗欣         |                          | 張心月之同學（第1集） |
| 陳諾忠         |                          | 路人（第1集） |
| 羅毓儀         |                          | 護士（第1－2、21－25集） |
| 陳熙蕊         |                          | 護士（第1－2、5－7、13、16－18、21－25集） |
| 蕭麗芠         |                          | 護士（第1－2、5、10、13、17－18、21集） |
| 張韡騰         | 永                       | 永哥 找換店老闆 鄧承謙之上司（第1、3集） |
| 杜大偉         |                          | 90年代法官，審判葉嘯天持械打劫金舖一案（第1集） |
| 鄧永健         |                          | 90年代大律師（第1、14集） |
| 何偉業         |                          | 90年代沙展（第1集） |
| 吳嘉儀         |                          | 90年代CID（第1、9集） |
| 郭海楓         |                          | 90年代CID（第1、9集） |
| 郭海楓         | 手下（第11集）           | |
| 馮子亮         |                          | 90年代CID（第1集） |
| 李顯曜         |                          | 90年代CID（第1、15集） |
| 李梓謙         |                          | 90年代CID（第1、10集） |
| 文竣瑋         |                          | 90年代CID（第1、10集） |
| 周嘉全         |                          | 90年代CID（第1集） |
| 周嘉全         | 囚犯（第1集）            | |
| 關浩揚         |                          | 匪徒（第1集） |
| 唐嘉麟         |                          | 車主（第1集） |
| 黃浩霆         |                          | 傷殘人士（第1集） |
| 黃潤成         |                          | 家長（第1集） |
| 黃潤成         | 職員（第11集）           | |
| 盧峻峯         |                          | 急症室醫生（第1－2、5、13、17－18集） |
| 冼子筠         |                          | 環境人物（第1－2、11、13集） |
| 冼子筠         | 模特兒（第14集）         | |
| 葉衍佑         |                          | 環境人物（第1－2集） |
| 葉衍佑         | 警員（第24集）           | |
| 區俊賢         |                          | 環境人物（第1－2、13、17－18集） |
| 區俊賢         | 手下（第11集）           | |
| 林家樂         |                          | 環境人物（第1－2、5、13、17－18集） |
| 吳兆麟         |                          | 環境人物（第1－2、5、13、17－18、22、24集） |
| 吳兆麟         | 工作人員（第14－16集）   | |
| 宋懿芳         |                          | 環境人物（第1－2、5、11、13、17－18集） |
| 宋懿芳         | CID（第23集）            | |
| 劉倬昕         |                          | 環境人物（第1－2、5、13、17－18集） |
| 劉倬昕         | 製作人員（第11－12集）   | |
| 蔡尚晉         |                          | 環境人物（第1－2、5、13、17－18集） |
| 蔡尚晉         | 手下（第11集）           | |
| 蔡尚晉         | CID（第23集）            | |
| 吳洛汶         |                          | 環境人物（第1－2、5－6、13－14、17－18集） |
| 吳洛汶         | Mandy                    | 明星（第21集） |
| 黃一鳴         |                          | 環境人物（第1－2、5－6、10－11、13－14、17－18集） |
| 黃一鳴         | 侍應（第22集）           | |
| 簡家麒         |                          | 囚犯（第2集） |
| 簡家麒         | 環境人物（第12、14集）   | |
| 簡家麒         | 保安（第16集）           | |
| 廖家爵         |                          | 囚犯（第2集） |
| 廖家爵         | 環境人物（第12集）       | |
| 秦啟維         | Chris                    | 私家偵探 莊子喬之朋友（第2、6集） |
| 蘇麗明         | 小紅                     | 按摩技師 錢七之御用按摩師（第2、4、10集） |
| 彭翔翎         |                          | 按摩技師（第2集） |
| 彭翔翎         | 環境人物（第10集）       | |
| 葉進康         |                          | 睇場（第2集） |
| 賴彥妤         |                          | 主播（第2、6集） |
| 賴彥妤         | 侍應（第22、24集）       | |
| 施焯日         |                          | 外賣仔（第2集） |
| 施焯日         | 環境人物（第15集）       | |
| 黃梓瑋         | 趙香蘭                   | 張麗芳之好姊妹，於其改名後已與其失聯 於第2集被葉嘯天迫問張麗芳之下落，後被其用玻璃瓶打傷頭部（第2集） |
| 吳展驊         |                          | 管理員（第2集） |
| 威廉陳         |                          | 大耳窿（第3集） |
| 阮兒           | 冼翠貞                   | 冼姑娘 老人院看護（第3、9－10、12－15、18、21、24集） |
| 蕭百成         |                          | 老人院看護（第3、9－10、12－14、18、21集） |
| 陳勉良         | 聰伯                     | 老人院院友（第3、12－14、18、21－22集） |
| 吳綺珊         |                          | 妓女（第3集） |
| 吳綺珊         | 環境人物（第11、24集）   | |
| 吳子           | Eric                     | 殷昊然之朋友（第3、5－7集） |
| 蔡誌恩         | Anson                    | 殷昊然之朋友（第3、5－7集） |
| 程浩駿         |                          | 獨耳之手下（第4－5集） |
| 程浩駿         | 豹哥之手下（第11集）     | |
| 陳嘉俊         | David                    | 遊艇公司職員（第4－7集） |
| 李明芙         | May                      | 遊艇公司職員（第4－5、7集） |
| 楊家寶         | Apple                    | 遊艇公司職員（第4、7集） |
| 曹銦玲         |                          | 護士（第4集） |
| 李善恆         | 波哥                     | 莊子喬之線人（第4－6集） |
| 李善恆         | 環境人物（第12集）       | |
| 煒烈           | 樹哥                     | 茶餐廳老闆（第4－6集） |
| 馮顯藝         |                          | 地產經紀（第4、8－9集） |
| 陳建文         | Tommy                    | 殷昊然之朋友（第5－7集） |
| 林浩文         |                          | CID（第5、18集） |
| 李嘉晉         |                          | 泳客 協助張心月拯救遇溺的殷昊然（第5－7、15、17集） |
| 崔錦棠         | 鄺醫生                   | Dr. Kwong 肝臟科醫生 殷梓晴肝臟移植手術之主刀醫生（第5－6集） |
| 梁珈詠         | 玲                       | Ling 護士 張心月之前同事（第5－6、9－10集） |
| 梁凱晴         |                          | 護士（第5、10集） |
| 黃瀅仴         |                          | 環境人物（第5集） |
| 黃瀅仴         | QQ                       | （第14、19－20集） |
| 魏惠文         | 假牙祥                   | （第6集） |
| 羅鴻           | 何錦威                   | 行山客 目睹殷昊然於遇溺前曾在遊艇上與一白頭漢爭執，後被葉嘯天收賣而推翻口供（第6、11集） |
| 鄒兆霆         |                          | 法醫（第6集） |
| 陳聖瑜         |                          | 環境人物（第6、22、24集） |
| 李紹堅         |                          | 陸貴鳳之子，與其勾結 於第7集登場，於同集與母親住進殷家，並與母親勾結朱美琳，多次陷害張心月（第7－8集） |
| 陳國麟         | Paul                     | （第7集） |
| 林可悅         | 程姑娘                   | 護士（第7、21－24集） |
| 楊證樺         | 崔醫生                   | 精神科醫生 張心月之主診醫生（第7、17集） |
| 馬俊傑         |                          | 老師 針對莊子喬（第7－9、13集） |
| 劉天龍         | 輝                       | 美籍華人 Emma之兄 於美國曾被莊子喬拘捕，但搏取其同情以獲釋放，並聲稱之後會自首，其後欲逃走期間被莊子喬發現，並於推撞期間跌下平台並被鐵釘刺穿身體而死（第8－9集） |
| 張本立         | Billy                    | 風雨火電影製作公司之金主，於第13集轉讓予葉嘯天（第8、13集） |
| 胡美貽         |                          | 女接待員（第8、13集） |
| 李芷晴         |                          | 侍應（第8、21集） |
| 貝安琪         | Emma                     | 美籍華人 畫家 輝之妹 莊子喬之前女友 因無法接受其兄被莊子喬間接殺死而與其分手 與莊子喬分手後曾與另一男子結婚，但因為其不尊重自己當畫家的意願，已於5年前離婚，並成為後期作品的靈感 于第19集來香港開畫展，並重遇莊子喬，表示已原諒其（第9、19集） |
| 利穎怡         |                          | 模特兒 被楊志強誤認為其妻（第9集） |
| 譚坤倫         |                          | 攝影師（第9集） |
| 葉泓聲         |                          | 醫生（第9、18集） |
| 朱斐斐         |                          | 老師（第9集） |
| 黃頌明         |                          | 環境人物（第10集） |
| 古佩玲         | Gigi                     | 甘小新之未婚妻（第11集） |
| 蔡菀庭         |                          | 接待員（第11集） |
| 鄔嘉駿         |                          | 職員（第11集） |
| 劉家聰         | 豹哥                     | 胡福文之手下（第11集） |
| 邵展鵬         |                          | 車場職員（第11集） |
| 陳銳峰         |                          | 製作人員（第11集） |
| 陳銳峰         | 環境人物（第12、14集）   | |
| 余富根         |                          | 製作人員（第11集） |
| 余富根         | 環境人物（第12集）       | |
| 余富根         | 林美盈之經理人（第18集） | |
| 黃凱琪         |                          | 製作人員（第11集） |
| 黃凱琪         | 環境人物（第12集）       | |
| 梁百川         |                          | 製作人員（第11集） |
| 林慧君         |                          | 製作人員（第11集） |
| 布樂文         |                          | 保安（第11集） |
| 陳戩浩         |                          | 情侶（第11集） |
| 莫韻諰         |                          | 情侶（第11集） |
| 莫韻諰         | CID（第19集）            | |
| 莫韻諰         | 環境人物（第22、24集）   | |
| 何晉樂         |                          | 環境人物（第11－12集） |
| 何晉樂         | 警員（第24集）           | |
| 湯之欣         |                          | 環境人物（第11、22、24集） |
| 湯之欣         | 店員（第16集）           | |
| 湯之欣         | Rose                     | 明星（第21集） |
| 湯之欣         | CID（第23集）            | |
| 霍健邦         |                          | 何伯之子（第12集） |
| 黃子桐         | 爽                       | 丁子力之外遇對象，懷有其骨肉（第12集） |
| 羅永健         |                          | 車站職員（第12集） |
| 羅永健         | 環境人物（第14集）       | |
| 羅永健         | 花店職員（第25集）       | |
| 孖 八          |                          | 環境人物（第12、14集） |
| 孖 八          | 醫生（第25集）           | |
| 林映輝         |                          | 家長（第13集） |
| 李漫芬         |                          | 家長（第13集） |
| 羅頌欣         |                          | 家長（第13集） |
| 周百恩         |                          | 環境人物（第13、22、24集） |
| 周百恩         | 工作人員（第14－15集）   | |
| 關偉倫         | 何總                     | 《賊王傳》投資者（第14、21－22集） |
| 莫偉文         | 陳總                     | 《賊王傳》投資者（第14、21－22集） |
| 潘芳芳         |                          | 院長（第14集） |
| 蔡景行         |                          | 工作人員（第14－15集） |
| 黎瑞業         |                          | 工作人員（第14－15集） |
| 簡思恩         | Tina                     | （第14、19－20集） |
| 曾文心         |                          | 模特兒（第14集） |
| 曾文心         | 環境人物（第22集）       | |
| 胡敏芝         |                          | 模特兒（第14集） |
| 鍾天濠         |                          | 手下（第14集） |
| 陳煒迪         |                          | 手下（第14集） |
| 陳煒迪         | 環境人物（第22、24集）   | |
| 朱樂洺         | Jayden                   | （第15集） |
| 吳幸美         |                          | 採訪記者（第15集） |
| 吳天兒         |                          | 報導員（第15集） |
| 陳若思         |                          | 環境人物（第15集） |
| 呂靜文         |                          | 環境人物（第15集） |
| 鄧美欣         |                          | 女主持（第18集） |
| 繆家慶         | 智                       | 狗主 莊子喬之朋友（第18集） |
| 黃婉恩         |                          | 記者（第19集） |
| 易宇航         | Sean                     | 張心月之鄰居，並被其利用（第19集） |
| 葉靖儀         |                          | CID（第19集） |
| 鄭啟泰         | Dr. Chow                 | 醫生（第21集） |
| 曾慧雲         |                          | 醫院清潔工（第21－22、24集） |
| 謝可逸         |                          | 酒保（第22、24集） |
| 王致狄         |                          | 醫生（第22集） |
| 何泳芍         |                          | 護士（第22集） |
| 陳榮峻         |                          | 洗衣店老闆（第23集） |
| 蔡國威         |                          | 律師（第24集） |
| 姚亦澧         | 黃Sir                    | （第24集） |
| 羅雪妍         |                          | 警員（第24集） |
| 關楓馨         |                          | 護士（第25集） |

## 歌曲
| 類別   | 歌曲 | 作曲   | 填詞   | 編曲   | 監製   | 主唱           | 備註 |
| 主題曲 | 暗房 | 劉易昇 | 張美賢 | 劉易昇 | 劉易昇 | 谷婭溦、陳展鵬 |      |

## 記事
- 2021年11月18日：此劇舉行開鏡記者會。[5]
- 2021年12月21日：此劇舉行拜神儀式，并為黃智雯慶祝生日。[6]
- 2022年2月7日：此劇劇組一名外判女道具工作人員確診新冠肺炎，劇組所有演員及工作人員均已接受快速測試，結果全部為陰性。監製王心慰表示由2月9日起暫停本劇外景拍攝。[7][8]
- 2022年2月22日：此劇女主角黃智雯到大陸拍攝戚其義監製的電視劇《隱娘》，其剩餘戲份在她6月返回香港後補拍。[9][10]
- 2022年2月24日：因電視城多人確診新冠肺炎，故無綫電視宣布由即日起至2月28日暫停所有劇集拍攝。[11]
- 2022年6月29日：全劇煞科。[12]
- 2023年5月25日：此劇於觀塘協和街33號裕民坊L1中庭舉行「背後的秘密」宣傳活動。[13]
- 2023年6月3日：此劇於油塘大本型商場地下中庭舉行「尋找隱藏線索」宣傳活動。[14]
- 2023年6月11日：劇組於深水埗欽州街37K號西九龍中心一樓大堂舉行「隱藏好爸爸」宣傳活動。[15]
- 2023年6月21日：劇組於將軍澳創新園駿才街77號電視廣播城五廠舉行「隱藏面孔」宣傳活動。[16]
- 2023年6月26日：劇組於將軍澳欣景路8號MCP CENTRAL L1 Atrium A舉行「真相浮現」宣傳活動。[17]

## 收視

### 每周收視列表
| 集數   | 日期                   | 电视平均直播收視率 | 跨平台直播最高收視率 | 備註   |
| 01－05 | 2023年5月29日－6月2日  | 18.8點             | 21.6點               |        |
| 06－10 | 2023年6月5日－6月9日   | 19.4點             | 21.7點               |        |
| 11－15 | 2023年6月12日－6月16日 | 19.7點             | 22.3點               |        |
| 16－20 | 2023年6月19日－6月23日 | 19.3點             | 20.8點               |        |
| 21－25 | 2023年6月26日－6月30日 | 19.8點             | 22.2點               | [ 18 ] |
| 全劇   | 全劇                   | 19.4點             | 22.3點               |        |

## 獎項
| 年份 | 頒獎典禮             | 獎項                    | 入圍者                       | 結果 |
| ---- | -------------------- | ----------------------- | ---------------------------- | ---- |
| 2024 | 萬千星輝頒獎典禮2023 | 最佳劇集                | 《隱門》                     | 提名 |
| 2024 | 萬千星輝頒獎典禮2023 | 最佳男主角              | 陳展鵬                       | 提名 |
| 2024 | 萬千星輝頒獎典禮2023 | 最佳女主角              | 黃智雯                       | 提名 |
| 2024 | 萬千星輝頒獎典禮2023 | 最佳女主角              | 湯洛雯                       | 提名 |
| 2024 | 萬千星輝頒獎典禮2023 | 最佳男配角              | 魯振順                       | 提名 |
| 2024 | 萬千星輝頒獎典禮2023 | 最佳男配角              | 阮浩棕                       | 提名 |
| 2024 | 萬千星輝頒獎典禮2023 | 最佳男配角              | 黃子恆                       | 提名 |
| 2024 | 萬千星輝頒獎典禮2023 | 最佳女配角              | 劉佩玥                       | 提名 |
| 2024 | 萬千星輝頒獎典禮2023 | 飛躍進步男藝員          | 吳子冲                       | 提名 |
| 2024 | 萬千星輝頒獎典禮2023 | 飛躍進步男藝員          | 阮浩棕                       | 提名 |
| 2024 | 萬千星輝頒獎典禮2023 | 飛躍進步女藝員          | 古佩玲                       | 提名 |
| 2024 | 萬千星輝頒獎典禮2023 | 飛躍進步女藝員          | 吳沚默                       | 提名 |
| 2024 | 萬千星輝頒獎典禮2023 | 最佳電視歌曲            | 暗房（主唱：谷婭溦、陳展鵬） | 提名 |
| 2024 | 萬千星輝頒獎典禮2023 | 馬來西亞最喜愛TVB劇集   | 《隱門》                     | 提名 |
| 2024 | 萬千星輝頒獎典禮2023 | 馬來西亞最喜愛TVB男主角 | 陳展鵬                       | 提名 |
| 2024 | 萬千星輝頒獎典禮2023 | 馬來西亞最喜愛TVB女主角 | 黃智雯                       | 提名 |

## 外部連結
- 豆瓣电影上《隱門》的資料 （简体中文）
- 《隱門》黑暗中尋找光明 - TVB Weekly （页面存档备份，存于）
- 《隱門》北美官方TVB網上串流平台TVBAnywhere 免費點播! （页面存档备份，存于）